# Mont-devant-Sassey
Mont-devant-Sassey ist eine französische Gemeinde mit 99 Einwohnern (Stand: 1. Januar 2022) im Département Meuse in der Region Grand Est (vor 2016: Lothringen). Sie gehört zum Arrondissement Verdun, zum Kanton Stenay und zum Gemeindeverband Pays de Stenay et du Val Dunois.

## Geographie
Mont-devant-Sassey liegt etwa 46 Kilometer nordnordwestlich von Verdun an der Maas, umgeben von den Nachbargemeinden Montigny-devant-Sassey im Nordwesten und Norden, Saulmory-Villefranche im Norden und Nordosten, Mouzay im Nordosten, Sassey-sur-Meuse im Osten und Südosten, Doulcon im Süden sowie Villers-devant-Dun im Südwesten und Westen.

## Bevölkerungsentwicklung
| Jahr                       | 1962 | 1968 | 1975 | 1982 | 1990 | 1999 | 2006 | 2011 | 2019 |
| Einwohner                  | 154  | 122  | 103  | 114  | 118  | 125  | 104  | 124  | 102  |
| Quellen: Cassini und INSEE |      |      |      |      |      |      |      |      |      |

## Sehenswürdigkeiten
- Kirche Notre-Dame aus dem 11. Jahrhundert, seit 1875 Monument historique
- Kapelle Notre-Dame-des-Enfants, 1869 erbaut

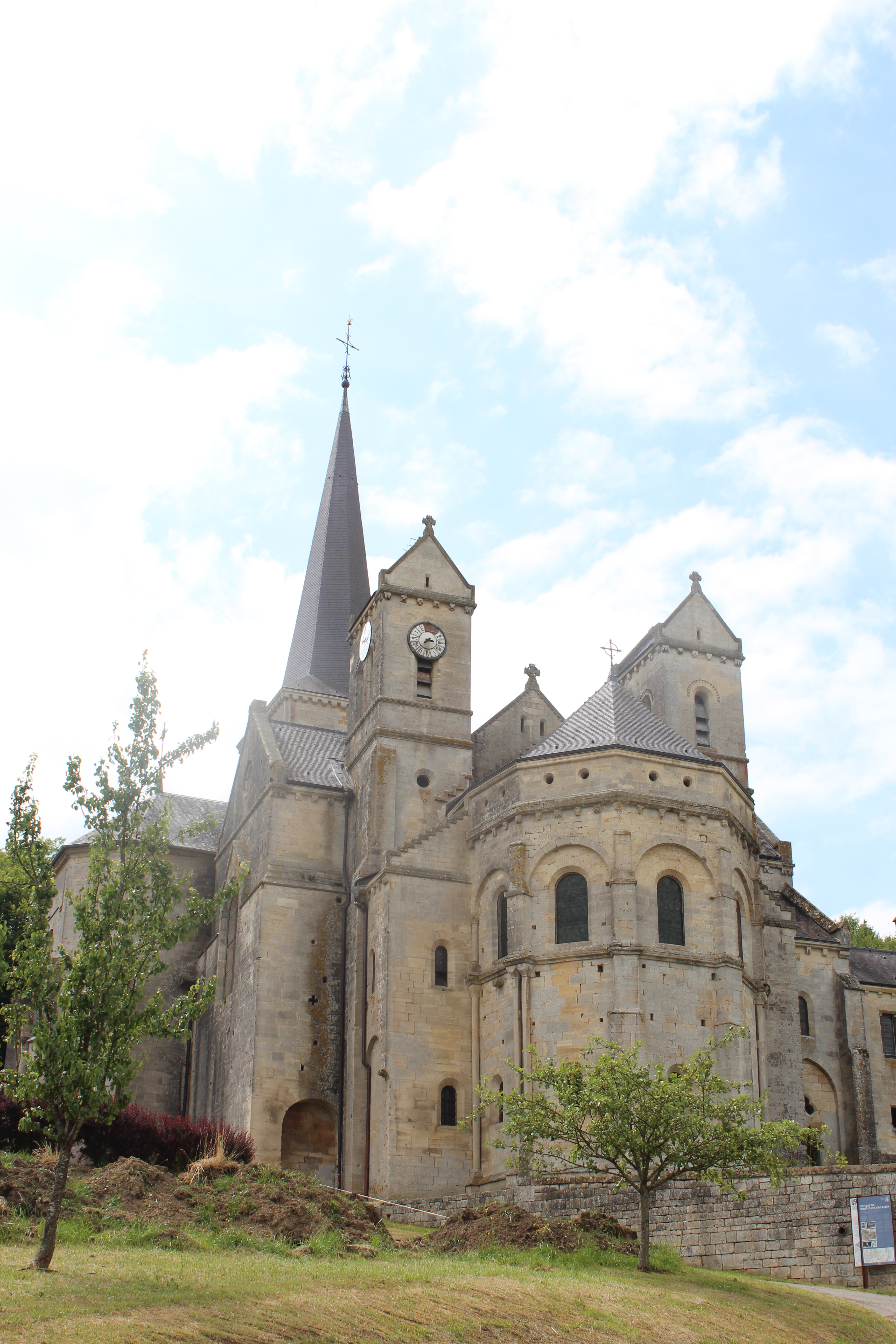
Kirche Notre-Dame-de-l’Assomption
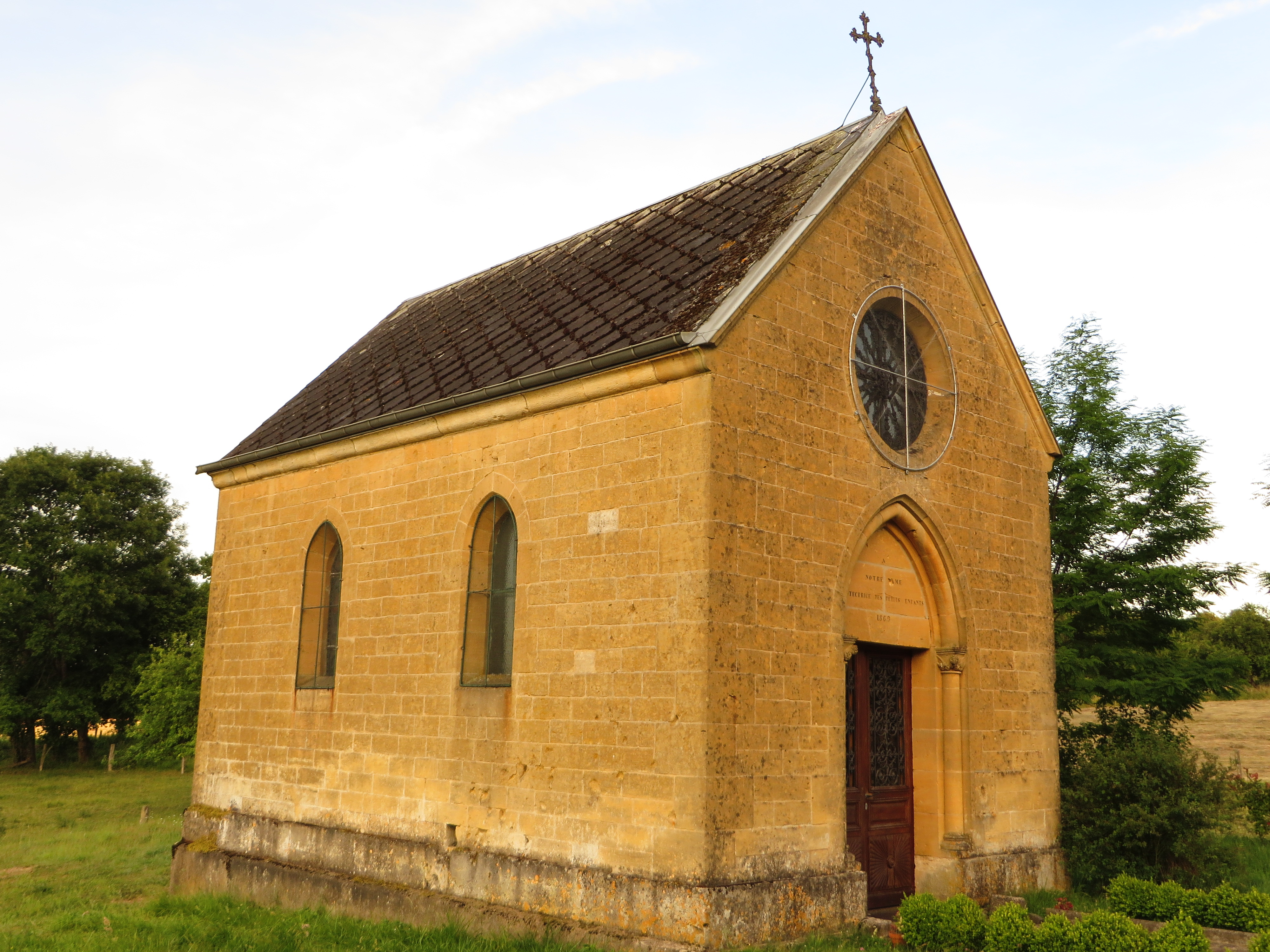
Kapelle Notre-Dame-des-Enfants